# Salvador Lara Puente
Svatý Salvador Lara Puente (13. srpna 1905, Berlín – 15. srpna 1926, Chalchihuites) byl mexický římskokatolický laik a mučedník.

## Život
Narodil se 13. srpna 1905 jako syn Francisca Lary a Maríe Soledad Puente Granados. Odešel studovat do semináře v Durangu. Zanedlouho se musel vrátit z důvodu těžké finanční situace jeho rodiny. Začal pracoval jako rolník a poté jako prodavač. Je známo že měl oblíbený sport zvaný charrería, jde o mexickou verzi rodea. V této době se stal spolupracovníkem otce sv. Luise Batize Sáinze.
Působil jako předseda Katolické akce a také jako sekretář Chalchihuiteské sekce Národní ligy na obranu náboženské svobody.
Dne 29. července 1926 došlo k uzavření všech kostelů a zrušení všech bohoslužeb a předseda ligy Manuel Morales svolal všechny členy ligy aby projednali tento problém. Dne 15. srpna 1926 došlo k zatčení otce Luise. Salvador, Manuel a salvadorův bratranec David Roldán Lara odešli vyjednat před úřady propuštění otce Luise. Na úřad vtrhli vojáci a zatkli tyto tři laiky. Poté je odvezli na místo zvané Puerto de Santa Teresa a zde jím byla nabídnuta svoboda, pokud uznají vládu a zákony Plutarca Elíase Callese, oni odmítli a byli na místě zastřeleni. Jejich těla byli odneseny obyvateli Chalchihuites a pohřbeny na městském hřbitově. Poté byli přesunuty do farního kostela.

## Proces svatořečení
Jeho proces blahořečení byl započat 22. srpna 1960 v arcidiecézi Guadalajara a to ve skupině Cristobal Magallanes Jara a 24 společníků. Dne 7. března 1992 uznal papež Jan Pavel II. jejich mučednictví. Blahořečeni byli 22. listopadu 1992 v bazilice sv. Petra papežem Janem Pavlem II. Dne 28. června 1999 uznal papež zázrak uzdravení na jejich přímluvu. Svatořečeni byli 21. května 2000 na Svatopetrském náměstí papežem Janem Pavlem II.